# 5773 Hopper
5773 Hopper ((5773) 1989 NO) là một tiểu hành tinh vành đai chính. Nó được phát hiện bởi Eleanor F. Helin ở Đài thiên văn Palomar ở Quận San Diego, California, ngày 2 tháng 7 năm 1989.